# Julus caucasicus
Julus caucasicus är en mångfotingart som beskrevs av Karsch 1881. Julus caucasicus ingår i släktet Julus och familjen kejsardubbelfotingar. Inga underarter finns listade i Catalogue of Life.